# 72 metra
72 metra (russisk: 72 метра) er en russisk spillefilm fra 2004 af Vladimir Khotinenko.

## Medvirkende
- Sergei Makovetskij som Tjernenko
- Marat Basjarov som Pjotr Orlov
- Andrej Krasko som Gennadij Janytjar
- Dmitrij Uljanov som Ivan Muravjov
- Tjulpan Khamatova som Nelly